# Monocarpia euneura
Monocarpia euneura Miq. – gatunek rośliny z rodziny flaszowcowatych (Annonaceae Juss.). Występuje maturalnie w Tajlandii, Malezji oraz Indonezji. 

## Morfologia
PokrójZimozielone drzewo dorastające do 20 m wysokości.
LiścieMają eliptyczny kształt. Mierzą 10–20 cm długości oraz 4–6 cm szerokości. Nasada liścia jest zaokrąglona. Blaszka liściowa jest o spiczastym wierzchołku.
KwiatySą pojedyncze, rozwijają się w kątach pędów. Kwiaty mają po jednym owłosionym owocolistku.
OwoceMieszki o cylindrycznym kształcie. Osiągają 8 cm długości i 5 cm szerokości. Mają czerwoną barwę.

## Biologia i ekologia
Rośnie w wiecznie zielonych lasach, na terenach nizinnych.